# Alfredo Kobal
Alfredo Cristóvão Kobal, nascido Krištof Kobal, (Hermagor, Áustria, 21 de setembro de 1892 — Miradouro, 21 de setembro de 1947) foi um religioso esloveno radicado no Brasil.

## Biografia

### Nascimento e Primeiros Anos
Nasceu na cidade de Hermagor, região da Caríntia, no então Império Austro-Húngaro. Era filho de Marko Kobal, oficial da Cavalaria Austríaca, natural da Eslovênia italiana, cidade de Gorizia, e Anna Heeger, checa, natural de Veselí nad Moravou, na província da Morávia. Todos os filhos do casal, inclusive Padre Alfredo, seguiram a carreira esclesiástica.
Quando ainda jovem, se alistou e serviu o Exército Austríaco, quando a explosão da Primeira Guerra Mundial, foi convocado para o fronte. Desempenhava o cargo de chefe do Regimento 127 da Infantaria Austríaca, e também desempenhou a guarda do imperador Francisco José I.
Seriamente atingido por um estilhaço de granada no braço direito, foi acometido de uma gangrena, que poderia levar à amputação do mesmo braço. Católico como era, fez a promessa que se se salvasse de tal mal, devotaria sua vida ao Serviço Divino.
Curado da ferida no braço direito, já dispensado do Exército, entrou para a Escola de Teologia da Gorizia, na Itália,  onde mais tarde seria ordenado Padre Capuchinho. Já ordenado sacerdote, ainda foi nomeado durante a Guerra como Capelão Capitão da Cavalaria Austríaca. Ainda desempenhou em Europa, durante a Guerra, o cargo de Provincial por Schwamberg, na Áustria.

### Imigração Para o Brasil
Acabada a guerra, por motivos sociais, políticos e econômicos, resolve deixar a Europa, assim como muitas outras pessoas, passando pela Itália, e de lá seguindo para o Brasil. Em 1920 toma o vapor Principe di Udine, na cidade de Gênova, desembarcando no porto de Santos no dia 8 de junho do mesmo ano. Pouco depois se encaminha para a cidade de São Paulo, onde vive por um tempo com seu tio, também imigrante, o comerciante e madeireiro João Kobal.

### Legado
Em 1925 é nomeado pelo bispo da Campanha, D. Inocêncio Engelke, para vigário da Paróquia de São Gonçalo do Sapucaí, sul de Minas Gerais. Desempenha este cargo até 1927, quando é enviado a Lambari. Em 1930, é mandado a Virgínia, e aí permaneceria até a Revolução Constitucionalista de 1932, quando se oferece como voluntário para ordenar missas e salvamentos no front, na Região do Túnel, em Passa Quatro. Sua atuação nas frentes de combate lhe renderam grande reconhecimento da mídia da época, em especial pelos seus gestos de bondade para com os soldados, distribuindo cigarros entre estes nas trincheiras, ou mesmo doando sangue para transfusão em soldados feridos.
Aí conhece o ainda médico da Força Pública Mineira  e futuro Presidente da República, Juscelino Kubitschek de Oliveira, o qual se torna seu grande amigo. Também se tornou amigo de Benedito Valadares, que mais tarde seria então governador do estado de Minas Gerais.
Sua atuação na região do túnel em Passa Quatro mais tarde lhe rendera a nomeação ao cargo de capitão da Força Pública Mineira, sendo nomeado em 13 de outubro de 1932, pouco depois do término dos combates da Revolução Constitucionalista de 1932.

### Últimos Anos de Vida e Morte
Com o fim da revolução, vai para Belo Horizonte, onde ainda viria tomar por frente a Paróquia de Santa Efigênia. Seus últimos trabalhos eclesiásticos foram nas cidades mineiras de Muriaé e  Miradouro, onde morreu.